# La Servante écarlate
Cet article concerne le roman de Margaret Atwood. Pour le film de Volker Schlöndorff, voir La Servante écarlate. Pour la série télévisée, voir The Handmaid's Tale : La Servante écarlate.
La Servante écarlate (titre original : The Handmaid's Tale) est un roman dystopique de Margaret Atwood, publié en 1985 et traduit en français en 1987.
Ce roman d'anticipation est la première dystopie de Margaret Atwood. Le livre a été adapté au cinéma sous le même titre par Volker Schlöndorff en 1990, en opéra (par Poul Ruders), en ballet (par le Royal Winnipeg Ballet, en 2013) ainsi que dans d'autres formes artistiques, et a fait l'objet d'une série télévisée (The Handmaid's Tale : La Servante écarlate) depuis 2017 sur Hulu. Depuis sa parution, le roman a été vendu à huit millions d'exemplaires dans le monde rien que pour l’édition anglaise.
En 2019, elle lui donne une suite, Les Testaments.

## Résumé
Le récit est mené essentiellement par la voix de Defred (Offred en version originale), qui découvre progressivement au lecteur son univers personnel et ses réflexions et le régime dans lequel elle vit, nommé « république de Gilead », qui a remplacé celui des États-Unis.
Le roman décrit un futur dystopique proche où la religion domine la politique dans un régime totalitaire, où les personnes sont catégorisées et ont des rôles très spécifiques, et où les femmes sont dévalorisées jusqu'à l'asservissement. Ces dernières sont divisées en classes : les Épouses, qui dominent la maison et sont les seules femmes ayant un semblant de pouvoir, les Marthas qui entretiennent la maison et s'occupent aussi de la cuisine, les Éconofemmes, épouses des hommes pauvres (et qui regroupent en une seule entité les fonctions d’Épouse, Martha et Servante), les Tantes, qui endoctrinent les Servantes habillées d'amples robes écarlates dont le rôle est la reproduction humaine, et les Jézabel, des prostituées illégales mais très sollicitées par les Commandants. Toutes les autres femmes (trop âgées, infertiles, etc.) sont déportées dans les Colonies où elles manipulent des déchets toxiques. Dans ce futur, le taux de natalité est très bas à cause de la pollution et des déchets toxiques de l'atmosphère ; les rares nouveau-nés sont souvent « inaptes », souffrant de malformations.
L'héroïne du roman, Defred, est une Servante (celle « de Fred », son nouveau propriétaire). Elle ne peut pas séduire, son rôle est la reproduction. Elle raconte peu à peu son histoire, se remémore sa famille d'avant Gilead : Luke, son mari ; sa fille (non nommée dans le roman) ; Moira, sa meilleure amie ; sa mère… Son unique raison de vivre, ce à quoi elle se raccroche pour ne pas sombrer, ce sont ses souvenirs. Son récit alterne des instants de son quotidien en tant que servante Defred, des remémorations de sa vie passée avant et dans les débuts de l'instauration du régime de Gilead, ainsi que des périodes de sa formation de Servante, qui est aussi un embrigadement ; il est également marqué par le regard qu'elle porte sur ce qu'elle traverse et la société.
La dernière partie du roman, nommée « Notes historiques », fait apparaître une « Transcription partielle des procès-verbaux du Douzième Colloque d’études gileadiennes, tenu dans le cadre du Congrès de l'Association internationale d'histoire, organisé à l'université de Denay, Nunavit, le 25 juin 2195 » : ceci est placé de nombreuses années après le récit fait par Defred et comme partie d'un colloque scientifique ayant trait à la période pendant laquelle la Servante aurait vécu. Le Conte de la Servante écarlate est alors connu et le professeur Piexoto l'analyse en tant que document historique et explique ses recherches quant à ses tentatives d'authentification de celui-ci. Cela fait entrer le récit précédent dans un contexte plus large et ajoute un nouvel éclairage sur celui-ci.

## Roman
Margaret Atwood relate qu'elle a commencé ce roman tandis qu'elle habitait Berlin-Ouest en 1984, avant qu'elle ne déménage au Canada puis en Alabama, où elle en a terminé l'écriture. Dans une interview au New York Times en mars 2017, l'écrivaine explique aussi qu'à cette époque : 

« Durant mes voyages dans différents pays derrière le rideau de fer (en Tchécoslovaquie, en Allemagne de l’Est), j’ai fait l’expérience de la méfiance, des silences, des changements subits de conversation. J’ai senti ce que ça fait que d’avoir l’impression d’être espionnée, j’ai vu les moyens détournés que trouvent les gens pour faire passer des informations, et tout cela a influencé mon écriture. »

— citation et traduction en français de TV5 Monde,.
L'automne 1985 voit la parution du roman au Canada, suivie en février 1986 par les parutions au Royaume-Uni et aux États-Unis.
L'auteur éclaire rétrospectivement l'écriture de son ouvrage en affirmant « Les histoires à propos du futur partent toujours d'une question du type « Que se passerait-il si… ? », et La Servante écarlate en a plusieurs », notamment relatives aux moyens, y compris idéologiques, pouvant mener à la conquête du pouvoir aux États-Unis en vue d'une dictature. Elle explique qu'elle s'est basée sur l'idée que les formes de gouvernement radicales des nations sont construites sur des fondements prégnants déjà existants et que pour les États-Unis, ce n'est « pas l'ensemble des structures du siècle des Lumières, relativement récentes, avec leur discours sur l'égalité et la séparation de l’Église et de l’État, mais la brutale théocratie de la Nouvelle-Angleterre puritaine du XVIIe siècle, avec ses préjugés contre les femmes, et à qui une période de chaos social suffirait pour se réaffirmer ». Elle dit avoir imaginé une théocratie qui utiliserait quelques références à la Bible, surtout l'Ancien Testament, en les instrumentalisant, avec une société dans laquelle la fertilité est très limitée et menacée, ce qui rend l'enfant et la procréation rares et désirables, et dans laquelle les classes dirigeantes se seraient assurées de posséder ces éléments d'autant plus précieux ; elle met cela en lien avec des désirs plus généraux qu'elle attribue à l'humanité. Ce régime aurait bien sûr une résistance, avec une organisation ; l'auteure analyse cependant qu'avec les évolutions technologiques du XXe siècle, la lutte des résistants ou dissidents aurait été rendue plus difficile qu'imaginé.
Margaret Atwood affirme avoir volontairement limité les possibilités imaginées : « je m'étais fixé une règle : je n'inclurais rien que l'humanité n'ait déjà fait ailleurs ou à une autre époque, ou pour lequel la technologie n'existerait pas déjà ».
L'écrivaine précise que, bien que souvent vu comme une « dystopie féministe », La servante écarlate n'est pas exactement cela : elle précise que dans une « dystopie féministe pure et simple, tous les hommes auraient des droits bien plus importants que ceux des femmes » ; or, elle définit la société du récit comme « une dictature classique : construite sur le modèle d'une pyramide, avec les plus puissants des deux sexes au sommet à niveau égal — les hommes ayant généralement l'ascendant sur les femmes —, puis des strates de pouvoir et de prestige décroissants, mêlant toujours hommes et femmes, jusqu'au bas de l'échelle où les hommes célibataires doivent servir dans les rangs de l'armée avant de se voir attribuer une Éconofemme » ; elle place les Servantes en une « caste de parias ».
Atwood indique que son roman mêle trois grands points qui lui sont importants : la « littérature dystopienne », qui l'a intéressée dès son adolescence avec notamment 1984, Le Meilleur des mondes et Fahrenheit 451, ses études sur les XVIIe et XVIIIe siècles américains, et les dictatures et leur mode de fonctionnement.
Par ailleurs, plusieurs évènements de différentes périodes de l'Histoire ont été des sources d'inspiration : l'auteure indique que certaines sont indiquées dans la dernière partie du roman, qui fait un retour sur le régime de Gilead ; d'autres sont le Code d'Hammourabi pour les règles du port des vêtements ; l'enlèvement de femmes pour les réduire en esclavage est ancien et encore d'actualité dans plusieurs régions du monde ; l'interdiction de la lecture et l'écriture a existé dans le sud des États-Unis pour les esclaves, et le vol d'enfants a eu lieu sous différents régimes autoritaires.
Des décennies après sa parution, le roman est encore décrit comme « une puissante critique sociale reflétant les dangers des groupes fondamentalistes américains et du fanatisme religieux » sur France Culture.

## Personnages et organisation sociale dans le roman

### Les castes dans le régime de Gilead
Le régime de Gilead comporte différents statuts, pour les hommes ou pour les femmes. En ce qui concerne les femmes, il y a notamment les Épouses, femmes des Commandants ; les Marthas, à la fois cuisinières et gouvernantes des maisons ; les Servantes, rattachées à un Commandant dont elles prennent le nom précédé du possessif « de » (en version française, « of » en version anglaise) et formant une caste séparée des autres et dont les membres ont uniquement la fonction de se reproduire avec le Commandant auquel elles sont attribuées ; les Éconofemmes, qui regroupent les trois fonctions précédentes pour des hommes de catégories sociales inférieures aux Commandants ; les Tantes, qui forment notamment les esprits des futures Servantes puis les punissent si elles désobéissent une fois en fonction ; les Jézabel, qui sont des femmes prostituées mais qui semblent former aussi une caste un peu plus libre que d'autres quant à leur pensée. D'autres fonctions existent, telles que Rédemptrice (lors de la cérémonie de « Particicution »). En ce qui concerne les hommes, il y a notamment les Commandants ; les Gardiens, les époux des Éconofemmes. Les gens peuvent parfois être des Yeux (un Œil, au singulier), sortes d'espions du quotidien.
Les Servantes, intégralement vêtues de rouge ainsi que d'une coiffe blanche qui limite leur champ de vision et, pour les autres, la vision de leur visage, sont des femmes fertiles qui sont dédiées à la reproduction ; leur costume semble inspiré de celui de certaines nonnes. Attribuées pour des périodes données à des hommes puissants, elles sont forcées d'avoir des relations sexuelles avec le Commandant auprès duquel elles ont été envoyées afin de procréer, au cours de rituels précis reliés à des passages de la Bible, qui ont lieu au moment de leur période d'ovulation. Si elles enfantent un bébé viable selon les critères du régime, l'enfant est donné au couple Commandant-Épouse et considéré comme le leur et non pas comme celui de la Servante. Si elles n'enfantent pas, elles peuvent être attribuées à un autre Commandant ou, si elles sont vues comme devenues infertiles, elles perdent leur statut et ont le risque d'être envoyées dans les Colonies.

## Personnages du roman
Le personnage principal du roman, qui en est aussi la narratrice, est Defred (en version française), dont le nom est Offred dans la version originale en anglais. D'autres personnages importants du quotidien de Defred sont le Commandant, son Épouse Serena Joy, son chauffeur Nick, une autre Servante : Deglen (Ofglen en anglais), et une Martha. Dans les souvenirs les plus anciens de Defred apparaissent notamment Moira, qui était une amie proche, Luke, qui était le mari de la narratrice, et leur fillette. Defred se remémore différentes périodes de son histoire, dont celle où elle est en formation de Servante chez les Tantes, l'une d'elles étant Tante Lydia.
Le CommandantLe Commandant dit avoir été un scientifique et avoir travaillé dans ce qui se rapproche de l'étude du marché avant Gilead. Il est plus tard suggéré, mais non certifié, qu'il aurait été un des fondateurs de la République de Gilead et de ses lois. Il est possible que son prénom soit  "Fred", mais ce dernier ne pourrait aussi être qu'un pseudonyme. Il permet à Defred d'accéder à des activités intellectuelles interdites, tels que le Scrabble, et l'introduit au club secret qui sert de maison close aux officiers haut-gradés. Le Commandant se montre sous un visage plus doux lors de ses réunions avec Defred, et lui avoue notamment se sentir incompris par sa femme. Defred découvre que le Commandant entretenait le même genre de relation avec sa servante précédente, celle-là même qui s'est suicidée après que la femme du Commandant a percé à jour leur relation.
Serena JoySerena Joy est une ancienne télé-évangéliste et est la femme du Commandant. Son vrai nom est Pam et elle est passionnée de jardinage et de tricot. L'État de Gilead lui a retiré son pouvoir et sa notoriété publique, et elle-même cherche à cacher son passé de femme de télévision. Cependant, Defred la reconnaît car elle l’a vue elle-même à la télévision lorsque, petite fille, elle attendait la diffusion des dessin-animés tous les samedis matins. Considérée infertile (même s'il est suggéré que c'est plutôt le Commandant qui est infertile, malgré les lois de Gilead qui associent la stérilité aux femmes seulement), elle est contrainte d'accepter le recours par son mari à une servante. Elle passe également un marché avec Offred, lui enjoignant d'avoir des relations sexuelles avec Nick afin de tomber enceinte. Les recherches historiques du Professeur Pieixoto dans l'épilogue le conduisent à soupçonner que "Serena Joy" et "Pam" ne sont que des pseudonymes utilisés par la narratrice, et que son vrai prénom est Thelma.
DeglenServante elle aussi, Deglen (Ofglen en anglais) est une voisine de Defred et son binôme pour effectuer les courses quotidiennes. Les Servantes ne sont jamais seules et sont censées se surveiller les unes les autres. Deglen est membre de la Résistance et, contrairement à Defred, est audacieuse. Elle a d'ailleurs assommé un espion de la Résistance qui devait être torturé et tué afin de lui épargner une mort violente et douloureuse. Peu après sa disparition, Defred apprend que Deglen s'est suicidée avant que le gouvernement ne l'arrête en raison de son appartenance à la Résistance, sûrement pour éviter de divulguer des informations. Une nouvelle Servante, également appelée Deglen, prend sa place et est assignée comme binôme à Defred pour effectuer les courses. Elle menace à demi-mot Defred de la dénoncer si cette dernière venait à évoquer toute idée de résistance. Néanmoins, elle enfreint le protocole en lui racontant ce qui est arrivé à la première Deglen.
NickNick est le chauffeur du Commandant et vit au-dessus du garage. Dès le début, il apparaît comme étant un personnage audacieux : il fume et tente d'interagir avec Defred, deux choses interdites par le gouvernement. Grâce à l'arrangement passé avec Serena Joy, lui et Defred entament une relation pour augmenter ses chances de tomber enceinte. Si elle est incapable de porter un enfant du Commandant, elle sera déclarée stérile et déportée dans les Colonies où elle devra manipuler des déchets toxiques. Au fil du temps, Defred commence à développer des sentiments pour Nick. Sa personnalité ambiguë la poussera à se demander s'il prend parti pour le régime ou s'il est membre de la Résistance, bien qu'il s'identifie à la deuxième option. L'épilogue suggère qu'il en faisait effectivement partie et qu'il aida Defred à s'échapper de la maison du Commandant.
MoiraMoira est une amie proche de Defred, elles se sont rencontrées à l'université. Dans le roman, leur relation représente l'amitié féminine que la République de Gilead tente de faire disparaitre. Etant lesbienne, elle se bat contre l'homophobie qui anime la société Gileadienne. Moira est contrainte de devenir une Servante peu après Defred. Elle trouve cette nouvelle vie insupportablement oppressive et prend le risque d'interagir avec les gardes uniquement dans le but de défier le système. Elle s'échappera par la suite en volant des vêtements et un passe-partout à une Tante, mais Defred la retrouvera plus tard dans un bordel au sein duquel elle travaille en tant que prostituée. Elle a été capturée après sa fugue et a préféré rejoindre le bordel plutôt que d'être envoyée dans les Colonies. Moira est un exemple de rébellion contre Gilead, rejetant toutes les valeurs auxquelles les citoyens sont forcés d'adhérer.
LukeLuke était le mari de Defred avant la formation de Gilead. Il était déjà marié quand ils ont commencé à sortir ensemble mais a divorcé afin de l'épouser, elle. Seulement, sous le régime de Gilead, tous les divorces ont été rétroactivement invalidés, faisant de Defred sa maitresse, et de leur fille une enfant illégitime. Defred a par la suite été contrainte de devenir une Servante et leur fille a été confiée à une famille de fidèles au parti. Depuis leur tentative de fuite vers le Canada, Defred n'a plus entendu parler de lui. Elle oscille entre le croire mort ou emprisonné.
Tante LydiaTante Lydia n'apparait que dans des flashbacks au cours desquels ses instructions tourmentent fréquemment Defred. Elle travaille au 'centre de formation' où les femmes reçoivent une éducation qui leur servira tout au long de leur vie de Servantes. Au fil de l'histoire, ses déclarations concises à propos du code de conduite des Servantes mettent en lumière la philosophie d'assujettissement des femmes, pratiquée à Gilead. Tante Lydia est une fervente croyante en la philosophie religieuse de Gilead et semble voir en son travail une réelle consécration.
CoraC'est une domestique, puisqu'elle est stérile, qui travaille chez le Commandant. Elle espère secrètement que Defred tombera enceinte, désirant aider à élever un enfant. Elle se montre amicale envers elle et la couvre même lorsqu'elle la trouve étendue sur le sol un matin ; un évènement assez suspect pour être signalé, selon les normes de Gilead.
RitaRita est une Martha du Commandant Fred. Son travail se résume à cuisiner et à tenir la maison, tout comme les autres gouvernantes des lieux. Au début du roman, Rita éprouve du mépris à l'égard de Defred et bien qu'elle soit tenue de faire en sorte que Defred soit en permanence bien nourrie, elle est convaincue qu'une Servante préfèrerait être envoyée dans les Colonies que de travailler comme esclave sexuelle.
Professeur PieixotoPieixoto a co-découvert avec le professeur Knotly Wade les bandes magnétiques de Defred. Il raconte à nouveau l'histoire de Defred, rendant la narration encore moins fiable qu'elle ne l'était déjà à l'origine.

## Réception

### Réception critique
La Servante écarlate a été acclamé par la critique. L'œuvre de Margaret Atwood a, en effet, permis d'affirmer son statut d'écrivaine. Non seulement le livre a été jugé bien écrit et convaincant, mais le travail d’Atwood a suscité des débats intenses sur des sujets tels que le féminisme. L'auteure précise également que la République de Gilead n’est qu’une extrapolation des tendances déjà observées aux États-Unis au moment de la rédaction de cet article, un point de vue soutenu par de nombreux journaux,.
De nos jours, de nombreux critiques affirment que le roman reste une des dystopies les plus inquiétantes et puissantes appartenant à la littérature anglophone, en grande partie à cause de son fondement historique. La Servante écarlate est en effet un roman dystopique féministe, combinant les caractéristiques de la fiction dystopique : « un récit de fiction dépeignant une société imaginaire organisée de telle façon qu'il soit impossible de lui échapper et dont les dirigeants peuvent exercer une autorité totale et sans contraintes de séparation des pouvoirs, sur des citoyens qui ne peuvent plus exercer leur libre arbitre » et met également en lumière les droits de la femme qui se présente comme devant être l'égale de l'homme mais également la seule arbitre de ses fonctions reproductives.
Néanmoins à sa sortie, le roman est loin de convaincre ses lecteurs, à tel point que la critique de Mary McCarthy dans le New York Times de 1986 a fait valoir que La Servante écarlate n’avait pas la « reconnaissance surprise » nécessaire pour que les lecteurs voient « notre moi présent dans un miroir déformant, de ce que nous pourrions devenir si les tendances actuelles se poursuivent ».

## Culture populaire et inspirations historiques
La phrase en latin potache Nolite te bastardes carborundorum, qu'à la demande de Defred M. Waterford traduit par Don’t let the bastards grind you down (« Ne laisse pas les salauds te broyer » en anglais) — transformée dans la traduction française en Nolite te salopardes exterminorum, ce qui signifie approximativement : « ne laisse pas les salauds te retrancher de la communauté humaine » — est devenue chez les anglophones une phrase populaire représentant ce roman[réf. nécessaire]. Cette phrase, découverte dans le recoin d'une armoire par Defred, qui l'attribue à la Servante précédente ayant vécu dans sa chambre, lui sert de maxime pour se donner du courage et tenter de résister intellectuellement.
Margaret Atwood s'est inspirée de plusieurs faits historiques pour créer son univers. L'identification des classes de la société par des couleurs et les « camps », rappellent le système de marquage nazi des prisonniers qui identifiait différemment Juifs et autres déportés dans les camps de concentration de la Seconde Guerre mondiale : elle a dit s'être également inspiré du roman de Nathaniel Hawthorne La Lettre écarlate.
Le costume rouge à coiffe blanche des Servantes a été ultérieurement utilisé par des militantes en tant que symbole, au cours de manifestations pour le droit des femmes ou celui à l'avortement, aux États-Unis, et dans d'autres pays du monde tels que l'Argentine, l'Irlande, la Belgique ou la Pologne,.

## Distinctions
- 1985 : prix du Gouverneur général : romans et nouvelles de langue anglaise
- 1986 : finaliste du prix Booker
- 1986 : finaliste du prix Nebula
- 1986 : Los Angeles Times Book Prize
- 1987 : prix Arthur-C.-Clarke
- 1987 : finaliste du prix Prometheus
- 1987 : prix des écrivains du Commonwealth (vainqueur au Canada et dans les Caraïbes)

## Éditions
- (en) Margaret Atwood, The Handmaid's Tale, Toronto, éd. McClelland & Stewart, 1985, 324 p. (ISBN 0-7710-0813-9)
- Margaret Atwood (trad. de l'anglais par Sylviane Rué), La Servante écarlate [« The Handmaid's tale »], Paris, éd. Robert Laffont, coll. « Pavillons », 1987, 362 p. (ISBN 2-221-05238-2)
- Margaret Atwood (trad. de l'anglais par Sylviane Rué), La Servante écarlate [« The Handmaid's tale »], Paris, éd. Robert Laffont, coll. « Pavillons Poche », 1987, 521 p. (ISBN 0-224-02348-9), ajout d'une postface de Margaret Atwood à partir des rééditions de 2012.
- Margaret Atwood (trad. de l'anglais par Michèle Albaret-Maatsch), La Servante écarlate [« The Handmaid's tale »], Paris, éd. Robert Laffont, coll. « Pavillons Poche », 2021, 576 p. (ISBN 2-221-24994-1), nouvelle traduction corrigée (dont "Galaad" au lieu de "Gilead").

## Adaptations

### Filmographie

#### Cinéma
- 1990 : La Servante écarlate réalisé par Volker Schlöndorff, scénarisé par Harold Pinter.

#### Télévision

##### Série
- 2017 : The Handmaid's Tale : La Servante écarlate de Margaret Atwood[4].

### Littérature

#### Bande dessinée
- 2019 : La Servante écarlate - Le Roman graphique (The Handmaid's Tale - The Graphic Novel), roman graphique de Margaret Atwood et Renee Nault, publié chez McClelland and Stewart puis traduit en français et publié par les Éditions Robert Laffont en 2021.

### Musique

#### Opéra
- 1990 : Tjenerindens fortælling du compositeur danois Poul Ruders sur un livret de Paul Bentley (en), pour l'Opéra Royal du Danemark[4].

#### Ballet
- 2013 : The Handmaid's Tale, chorégraphié par Lila York, créé par le Ballet royal de Winnipeg[4].

### Spectacle
- 2015 : One-Woman show crée par Joseph Stollenwerk.